# Heraldická zvířata
Heraldická zvířata je souhrnné označení pro všechny živočichy, tedy pro zvířata včetně bájných tvorů a pro nestvůry, které se vyskytují v heraldice. Často se kreslí do štítu nebo tvoří štítonoše či klenot. Ve znaku se mohou vyskytovat i samostatné části zvířat – hlava, noha, křídlo apod.

## Blason

### Postavení
Normální postavení zvířat, tedy takové, které se nemusí blasonovat, je ve stoje z profilu, s hlavou otočenou heraldicky vpravo. Výjimku tvoří orel a orlice, kreslí se zepředu s rozepjatými křídly, symetricky podle svislé osy, takzvaně rozkřídlení. Jiná používaná postavení:
- kráčející – u čtvernožců, zvíře stojí na třech nohách a pravou přední má zdviženou,
- ve skoku – u čtvernožců, zvíře stojí na zadních nohách,
- ležící.

### Zbroj
Zbroj je označení pro ty části zvířecích těl, které lze použít v boji:
- u savců rohy, kopyta, zuby, tlapy, jazyk,
- u ptáků zobák, pařáty, drápy, jazyk, lze za ni považovat i korunku na hlavě heraldického zvířete.

Kreslí se zpravidla odlišnou tinkturou, převážně podle těchto zásad:
- zlaté figury mají zbroj stříbrnou, pokud je ovšem pole červené, mají zbroj modrou,
- stříbrné figury mají zbroj zlatou, pokud je ovšem pole modré nebo černé, mají zbroj červenou,
- figury v kovovém (zlatém nebo stříbrném) poli mají zbroj červenou, je-li však figura sama červená, má zbroj modrou.

Toto pravidlo je spíše tendencí, a proto vykazuje mnoho výjimek. Některé zásady malování zbroje jsou navíc v rozporu se základním pravidlem o tom, že na barvu může přijít jen kov a na kov jen barva, což ukazuje na okrajovou důležitost zbarvení zbroje.

## Skutečná zvířata

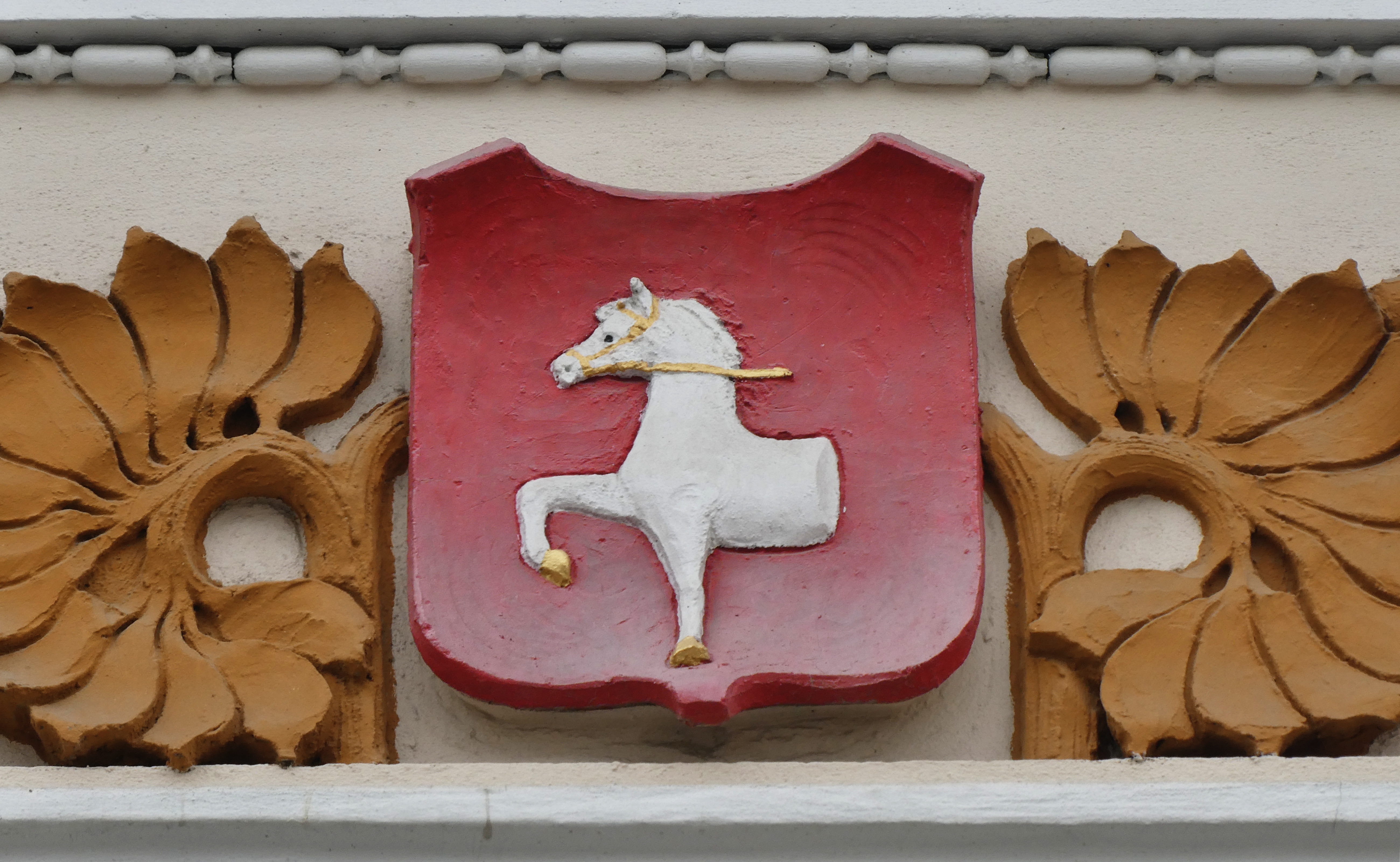
Kůň ve znaku Pardubic (Pardubice, Jindřišská 16)

Lev ve znaku města Lyon

Medvěd ve znaku Berlína

- Bažant – např. ve znacích obcí Horní Dunajovice, Strážov
- Beran nebo ovce – bílý (např. Čeladná) nebo černý, většinou kráčející, někdy jen hlava, např. Haugwitzové, Velký Beranov nebo Želetice. Beran, na rozdíl od ovce, má rohy
- Beránek Boží (beran s křížem na žerdi nebo s praporem, na němž je červený kříž v bílém poli) – např. Kunovice, Třebešov, Valašská Polanka
- Bobr – např. Bobrůvka
- Brouk celý nebo části jeho těla, viz Chroust, Roháč obecný
- Býk – stojící, kráčející (např. erb Borgiů) nebo ve skoku, např. ve znaku města Turín, někdy pouze jeho hlava nebo rohy
- Cikáda
- Čáp – stojící, kráčející (např. erb Dobřenských)
- Daněk – stojící nebo ve skoku (např. město Mohelno̟)
- Had – různé druhy, někdy s korunkou na hlavě nebo držící nějaký předmět či uroboros zakousnutý do vlastního ocasu. Had polykající dítě (biscione) je v erbech Viscontiů a Sforzů
- Havran (krkavec) – např. v erbu Matyáše Korvína s prstenem v zobáku, havran klovající do hlavy Turka u Schwarzenbergů; tři korunovaní havrani u Eggenbergů
- Hlemýžď
- Holubice (samička holuba) – zpravidla bílá, někdy v zobáku nesoucí větvičku míru; dolů letící holubice Ducha svatého (erby kněží)
- Hrdlička – např. Náměšť nad Oslavou
- Husa – např. v erbu pánů z Ludanic, Paarů, Švamberků nebo města Broumov, bílá husa Dejmové ze Stříteže
- Chroust – např. Chříč
- Chrt viz Pes
- Jelen – často ve skoku, někdy jen jelení hlava zepředu nebo parohy, např. v erbu Jana Čapka ze Sán; s trojlistem v tlamě: Jelení Hora; jelen sv. Huberta má kříž mezi parohy[1]; jelenovi ve znaku obce Cadolzburg proskakuje mezi parohy chrt
- Jepice – vzácná; obec Tlustice, středověká pečeť Johna Myera z Norfolku[2]
- Jeřáb (zorav) – s zdviženou nohou, v níž drží kouli (stříbrnou nebo zlatou) nebo kámen, např. Sekérkové ze Sedčic
- Jezevec – celá postava z profilu: Thurn-Taxisové
- Ještěrka – dvě ještěrky: město Banská Štiavnica
- Ježek – např. města Jihlava, Rychnov nad Malší, Stonařov
- Kamzík – např. Lipov, Ostrava-Hrušov
- Kačer – např. Jan Kačer ze Štětína
- Káně – např. Železný Brod
- Kapoun – vykastrovaný samec kura domácího, kreslí se bez hřebínku a někdy i bez laloku
- Kapr – stočený ve skoku, např. Hodějovští, Tunklové z Brníčka; tři vodorovně nad sebou: Bechyňové z Lažan; v klenotu: z Lichtemburka
- Kočka – např. Clam-Gallasové
- Kohout – např. Henneberkové, bílý kohout: Harantové z Polžic a Bezdružic, Kořenští z Terešova, Strakové z Nedabylic; výjimečně zobrazován s lidskou hlavou v klobouku, viz níže město Bánov, Barchov
- Komár – např. Komárov (Opava)
- Kozel – také jen kozlí hlava, černobílá: Kopidlanští
- Kozoroh – např. Haugvicové z Biskupic
- Krokodýl - např. obec Tlučná
- Krahujec obecný – např. Dolní Kounice
- Krysa vzácná –  9 krys: francouzské obce Arleux-en-Gohelle, Riencourt-lès-Bapaume
- Kůň – např. město Ostrava, přední půlka koně: Malovcové, Páni z Pardubic
- Kvíčala – např. Sněžné
- Labuť – většinou plující na vodě nebo s roztaženými křídly
- Ledňáček – z profilu stojící, někdy s rybou v zobáku, např. Hýskov
- Lev nebo lvice – symbol moci a statečnosti, lev může být i dvouocasý, nejčastěji se kreslí ve skoku, lvice se kreslí bez hřívy; lev nesoucí v tlapách kostel: Šlikové; dvojice lvů nesoucí v tlapách sloup: také Šlikové
- Leopard – kráčející lev s přivrácenou hlavou, bez hřívy, někdy skvrnitý, tři zlatí leopardi s modrou zbrojí na červeném poli jsou ve znaku Anglie
- Lipan - např.  v modrém štítě tři stříbrní lipani pod sebou (město Aš).
- Losos – dva svislí, od sebe odvrácení: Salmové
- Medvěd – kráčející nebo stojící na zadních končetinách, např. Chotkové, nebo ve znaku měst: Berlín, Bern, Hodkovice nad Mohelkou, Madrid
- Muflon neboli tityrus – někdy zobrazován se dvěma páry rohů
- Myš: plch – např. Plchovice
- Netopýr – např. švýcarský rod Trippel
- Opice – někdy v řetězech s okovy na rukou, např. vladyka Ladislav z Prahy
- Orel – kreslí se vždy[3] se dvěma odvrácenými hlavami – Rusko, Svatá říše římská
- Orlice – na rozdíl od orla má jen jednu hlavu:
  - Moravská orlice – červenobíle šachovaná orlice se zlatou korunkou a zlatou zbrojí
  - Plamenná orlice – též Svatováclavská, černá orlice se zlatou zbrojí a červeným jazykem zdobená červenými plamínky
- Osel – např. Zeppelinové
- Ovce – např. Baška (okres Frýdek-Místek)
- Papoušek – např. cech lazebníků (Praha, Chrudim) nebo obce Křepenice, Přehořov
- Páv – např. Petřvaldští z Petřvaldu, častěji se vyskytují jen jeho pera
- Pelikán – zobrazován motiv pelikána v hnízdě, krmícího mláďata svou krví; např. Batthyányové
- Pes – různé rasy, např. chrt (Štěkeň; sedící na polštářku Vítové ze Rzavého), chrtice (Plzeň) nebo věžník; obecný pes ve skoku (páni z Hundesheimu), psí hlava (Nové Dvory)
- Prase divoké – celé např. Žamberk, nejčastěji jen hlava: Páni z Rožmitálu a podle nich město Blatná i Rožmitál pod Třemšínem, dále Budyně nad Ohří, Přerov nad Labem
- Pštros – pštros s podkovou v zobáku, např. pražští patricijové z Vratu; častěji jen pštrosí péra, např. trojice proti sobě obrácených bílých per ve zlaté kouli: Harrachové
- Pták – obecná figura bez zoologické specifikace
- Racek – např. Zliv
- Rak – např. Jan Žižka z Trocnova, město Rakovník nebo obec Račetice
- Roháč – celý nebo části jeho těla, např. kusadla roháče ve znaku pánů z Rajštejna
- Ryba – ryb se rozlišuje několik druhů, např. lín, štika, kapr, často ve dvojici nebo v kombinaci s jiným zvířetem (štika v tlamě vydry: Chropyně); dále: ryba probodnutá šípem aj., pár ryb s lidskýma rukama místo ocasů
- Rys – např. Kladno
- Sova – např. Jílové, Sovinec, Sovínky; Oebisfelde-Weferlingen
- Supi – jedna supí hlava: Býšovcové z Býšova; dvě červené supí hlavy: Jenštejnové, Jankovští z Vlašimi
- Štika – např. Rosice
- Vačice (popelka) – nejčastěji vyobrazena jen její bílá kožešina, zvaná v heraldice popelčina, např. Buquoyové
- Včela – Plesná, Staré Těchanovice; tři včely: město Banská Štiavnica, Barberiniové; čtyři včely a úl: Vlachova Lhota
- Velbloud – např. města Plzeň, Eritrea, Čeljabinsk nebo Petropavl
- Vepř domácí – např. Sviňkové z Onšova, páni ze Zvonovic, Baconové z Mildenhallu
- Veverka – červená nebo černá, na vlajce ji užívá například obec Senec v okrese Rakovník
- Vlaštovka – např. město Miedelsbach, irský rod Swallow
- Vlk – někdy jen ve formě hlavy s vyplazeným jazykem (Windischgrätzové) nebo zubů: tři vlčí zuby Kinských, nebo Báthoryů; půlka vlka nebo jen vlčí hrdlo: Šlechtové ze Všehrd
- Vrána – např. Vranov nad Dyjí
- Vůl – viz Býk
- Vydra – např. Chropyně
- Zajíc – zpravidla běžící nebo ve skoku; např. Zajícové z Házmburka; Budyně nad Ohří; běloruský Kopys
- Zubr – býk, nejčastěji černý, s houžví (kruhem) protaženou nozdrami – v erbu Pernštejnů, Leszczyńských
- Žába – obce Žabovřesky, Žabovřesky nad Ohří, Dolní Radechová

## Bájná zvířata

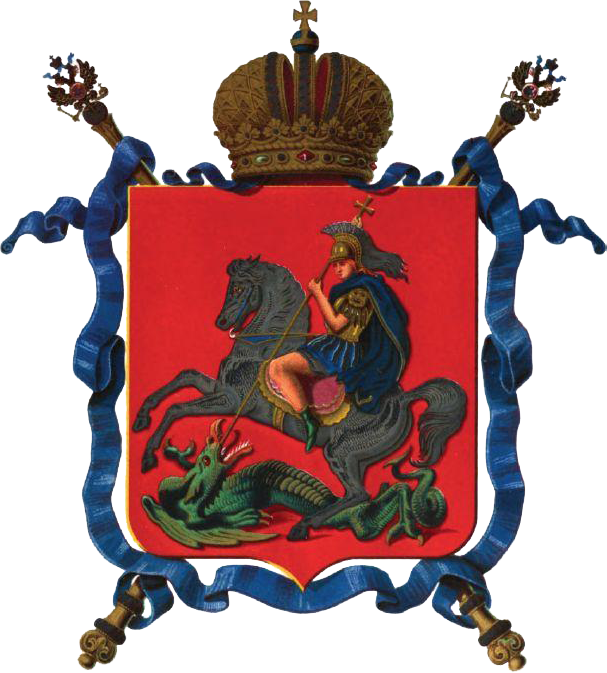
Svatý Jiří a drak na znaku Moskvy (1873)

Jednorožec na znaku obce Cuarnens (Švýcarsko)

- Alerion – orlice bez zobáku a pařátů, obvykle rozkřídlená, např. francouzští Montmorencyové
- Amfisbéna – čtyřnohé a dvouhlavé zvíře se lvími tlapami a hadími hlavami, hlavy i nohy jsou od sebe odvráceny
- Bazilišek – drak s kohoutí hlavou a ostruhami
- Beránek Boží – Agnus Dei, kráčející ovce se svatozáří, přední končetinou přidržuje žerď vexila s křížem
- Drak – dvou- nebo čtyřnohý ještěr s netopýřími křídly a psí hlavou, z jejíž tlamy šlehají plameny; jindy s hlavou krokodýla, ovinutý kolem erbovního štítu jako dračí řád: Vartemberkové
- Fénix – orlice vyrůstající z plamenů
- Gryf – je spojením lva a orla (nejsilnějších zvířat na zemi a ve vzduchu), gryf má lví tělo, zadní nohy a ocas, orlí hlavu se lvíma ušima, orlí křídla a přední nohy; v heraldice také samotná gryfí noha, např. Desfoursové
- Jajl – kopytník s pohyblivými rohy a ostrými tesáky v tlamě
- Jednorožec – kůň, který má na čele dlouhý, spirálovitě stočený roh, má kozí bradku a kopyta (rozštěpená) a lví ocas, např. v erbu Jeníšků z Újezda nebo Vencelíků z Vrchovišť. Jednorožec je jedním ze štítonošů ve znaku Velké Británie
- Kerberos – mytický antický pes se dvěma či třemi hlavami
- Mořský kůň (či koník) – kůň, který má místo zadních nohou zavinuté rybí tělo s rybím ocasem (jakékoliv zvíře se označuje jako mořské, má-li místo zadní poloviny těla rybí ocas)
- Okřídlená ryba
- Okřídlený býk evangelisty sv. Lukáše
- Okřídlený lev Sv. Marka – okřídlený leopard s aureolou, který v předních tlapách drží knihu s latinským textem: PAX TIBI MARCE EVANGELISTA MEVS (Pokoj tobě, Marku, evangelisto můj)
- Panter – lev s dlouhým krkem a špičatou tlamou, z níž mohou šlehat plameny, někdy skvrnitý, panter může mít na hlavě rohy, např. ve znaku Štýrského Hradce, Bavorska
- Pegas – okřídlený kůň, obvykle zobrazen ve skoku a s rozepjatými křídly (např. Serényiové)
- Saň – zvíře podobné draku, ale se čtyřma nohama, bez křídel a obvykle nesrší oheň
- Sfinga (Sfinx) – v heraldice lvice s ženskou hlavou a prsy
- Uroboros – bájný had požírající svůj ocas
- Wyverna – zvíře podobné draku, se dvěma nohama a nesršící oheň

## Bájní tvorové
Částečně s lidskými těly

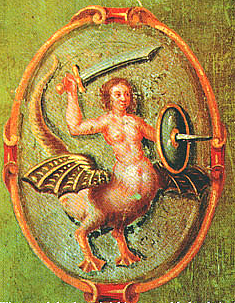
Siréna ve znaku Varšavy (1659)

- Gorgona – druh harpyje; někdy jen ženská hlava se zlou grimasou, vyplazeným jazykem a vlasy z živých hadů
- Harpyje – orlice s dívčí hlavou, krkem a poprsím; v heraldice zpravidla rozkřídlená
- Kentaur – kůň, který má místo krku horní polovinu lidského těla s hlavou muže, u nás v erbu Matěje z Vykrantic
- Kohout s mužskou hlavou v klobouku – figura neznámého původu ve znaku České Třebové
- Meluzína – polonahá dívka zakončená od pasu dolů dvěma rybími ocasy, které přidržuje rukama, může mít korunku
- Midas – hlava muže – krále s oslíma ušima
- Mořská panna – dívka s dolní polovinou těla ryby s rybím ocasem, v rukou mívá hřeben a zrcadlo
- Střelec – Sagitarius, kentaur, který drží luk
- Siréna – mořská panna (viz výše) s křídly racka